# Urgleptes dorotheae
Urgleptes dorotheae es una especie de escarabajo longicornio del género Urgleptes, tribu Acanthocinini, subfamilia Lamiinae. Fue descrita científicamente por Gilmour en 1960.

## Descripción
Mide 3,2-3,8 milímetros de longitud.

## Distribución
Se distribuye por Guatemala y Nicaragua.